# Limbă standard
În sociolingvistică, limba standard este o varietate a unei limbi elaborată prin activități conștiente de normare, cu scopul de a servi drept mijloc de comunicare comun utilizatorilor acelei limbi, care folosesc eventual și alte varietăți ale acesteia. În mod tradițional se numește și „limbă comună”.
Spre deosebire de atitudinea actuală a lingvisticii, care nu emite judecăți de valoare despre diferitele varietăți ale limbii, în mod tradițional, varietatea standard este considerată mai corectă și mai acceptabilă decât alte varietăți, o varietate prestigioasă, a cărei folosire este chiar și o măsură a gradului de cultură al utilizatorului, fiind o „varietate superioară”, folosită de clasa de mijloc și cea superioară a societății. Atitudinea tradițională își are originea în perioada de impunere a standardului, care s-a făcut în paralel cu desconsiderarea celorlalte varietăți.
Din punctul de vedere al normelor lingvistice, în mod tradițional se considera că numai limba comună și cea literară ar fi normate, iar celelalte varietăți n-ar fi. În realitate, fiecare varietate își are normele ei, cu deosebirea că cele ale varietății standard sunt elaborate în mod conștient.

## Proprietățile limbii standard
Principala proprietate a limbii standard este caracterul ei elaborat, codificat, instituționalizat, cu norme prezente în dicționare explicative și ortografice, gramatici, lucrări de cultivare a limbii etc.. Există și instituții oficiale care se ocupă de standardul limbilor, de exemplu, pentru limba română, Academia Română și Academia de Științe a Moldovei.
Limba standard este cea care este predată în sistemele de învățământ ca limbă maternă, de aceea este varietatea de limbă pe care sunt capabili s-o folosească oamenii cu un nivel de instruire suficient pentru aceasta.
Tot varietatea standard este cea predată-învățată și ca limbă străină.
Limba standard se cere a fi folosită în sistemul de învățământ (nu numai prin predarea limbii materne), în instituțiile statului, în justiție, în relațiile oficiale, în mass-media etc..
Limba standard are în mod obligatoriu și variantă scrisă.

## Elaborarea limbii standard
Fiecare limbă standard a trecut printr-un proces de normare, de standardizare, care s-a făcut prin eliminarea cvasitotală a particularităților dialectale, de aceea este o aproximație a uzului general al limbii.
Baza limbii standard este un dialect care s-a impus în mod diferit în cazul a diverse limbi. De exemplu, în cazul germanei a fost cel în care a apărut prima traducere a Bibliei, în cel al italienei – un dialect central din punct de vedere geografic, în cazul francezei – cel din capitală. Uneori s-a ales un dialect în mod arbitrar, în cazul maghiarei, cel de nord-est, pentru că Ferenc Kazinczy, un scriitor care a fost principalul promotor al „înnoirii limbii” în secolul al XIX-lea, era originar din acea regiune.

## Limbă standard, limbăabstandși limbăausbau
În unele cazuri, limba standard este varietatea unei limbi numite abstand „limbă prin distanță”, adică a uneia care în niciun caz nu poate fi considerată un dialect al altei limbi. O asemenea limbă este în Europa limba bască. De multe ori însă, elaborarea unei varietăți standard este instrumentul creării unei limbi numite ausbau „limbă prin elaborare”, pe baza unui dialect dintr-un continuum dialectal. Prin aceasta, idiomul respectiv primește statutul de limbă, considerată astfel din motive extralingvistice. Exemplul clasic pentru aceasta este cel al limbilor germană și neerlandeză care fac parte, din punctul de vedere al lingvisticii comparative, din continuumul germanic de vest, și pentru care s-au elaborat varietăți standard în urma despărțirii în state aparte. Cazurile de acest fel sunt relativ numeroase (vezi articolul Diasistem).
Există limbi abstand care sunt numite policentrice, dat fiind că în cadrul lor există mai multe standarde. Unele din acestea sunt ale mai multor națiuni care au conștiința faptului că au aceeași limbă, pentru care folosesc o singură denumire. Este cazul limbilor engleză, spaniolă și portugheză. Limba norvegiană prezintă particularitatea de a avea două standarde în cadrul aceleiași națiuni și al aceluiași stat: nynorsk și bokmål. Alte limbi policentrice au varietăți standard cu denumiri aparte și cu statutul oficial de limbi, în state aparte, din dorința de a se distinge de statele vecine. Este, bunăoară, cazul limbilor standard hindi (în India) și urdu (în Pakistan), de fapt varietăți ale limbii abstand hindustană.
Limbile ausbau sunt dialecte care au dobândit autonomie, aceasta având caracter politic și/sau cultural, mai degrabă decât lingvistic. Sunt și limbi care au avut autonomie, unele având și o literatură, dar au pierdut-o, cum sunt limbile scots, provensală și germana de jos, devenind dialecte heteronome față de limbile engleză, franceză, respectiv germană.

## Limbă standard și limbă literară
Standardizarea limbilor care aveau demult o literatură a început prin standardizarea limbii acesteia, iar normele acestei limbi literare au fost considerate demne de urmat de către toți utilizatorii limbii. Prin urmare, limba standard era limba literară. Această concepție a trăit multă vreme, regăsindu-se la unii lingviști și într-o epocă relativ recentă. De exemplu, după Mioara Avram, „gramaticile normative formulează reguli explicite și prescriptive, adăugând judecăți de valoare cu privire la folosirea unei forme sau construcții apreciate drept corectă sau greșită în varietatea literară a limbii”.
În prezent, limba literaturii artistice a devenit atât de variată, incluzând elemente din tot felul de varietăți ale limbii, încât nu mai poate fi considerată standardul limbii în general.

## Limbă standard și limbă scrisă
Limba standard are în mod obligatoriu aspect scris, dar nu orice text scris este în limba standard. De exemplu, limba forumurilor de pe internet sau cea a SMS-urilor este scrisă, dar nu totdeauna standard. Există și opere literare scrise în varietăți nestandard, inclusiv dialectale, de exemplu cele în graiul bănățean.